# Montpeyroux, Aveyron
Montpeyroux är en kommun i departementet Aveyron i regionen Occitanien i södra Frankrike. Kommunen ligger  i kantonen Laguiole som ligger i arrondissementet Rodez. År 2022 hade Montpeyroux 519 invånare.

## Befolkningsutveckling
Antalet invånare i kommunen Montpeyroux
Referens: INSEE